# Ниакорнат (вертодром)
Ниакорнат (ИАТА: NIQ, ИКАО: BGNT) — вертодром, один из аэропортов Гренландии. Расположен на полуострове Нууссуак. Вертолетная площадка считается временным вертодромом, и обслуживается Air Greenland в рамках государственного контракта.